# Caroline Clark
Caroline Archer "KK" Clark, född 28 juni 1990 i Palo Alto i Kalifornien, är en amerikansk vattenpolospelare. Hon ingick i USA:s landslag i damernas turnering i vattenpolo vid olympiska sommarspelen 2016 där hon tog OS-guld.
Efter skoltiden vid Sacred Heart Preparatory School i Atherton studerade Clark vid University of California, Los Angeles där hon spelade vattenpolo för UCLA Bruins. I VM 2013 blev det en femteplats men hon tog guld vid panamerikanska spelen 2015.